# Chia sẻ tập tin
Chia sẻ tập tin là thực hành phân phối hoặc cung cấp quyền truy cập vào phương tiện kỹ thuật số, như chương trình máy tính, đa phương tiện (âm thanh, hình ảnh và video), tài liệu hoặc sách điện tử. Chia sẻ tập tin có thể đạt được theo một số cách. Các phương thức lưu trữ, truyền tải và phân tán phổ biến bao gồm chia sẻ thủ công sử dụng phương tiện lưu động, máy chủ tập trung trên mạng máy tính, tài liệu siêu liên kết dựa trên World Wide Web và sử dụng mạng ngang hàng phân tán.

## Các loại

### Chia sẻ tập tin ngang hàng
Chia sẻ file ngang hàng dựa trên kiến trúc ứng dụng ngang hàng (P2P). Các file được chia sẻ trên máy tính của người dùng khác được lập chỉ mục trên các máy chủ thư mục. Công nghệ P2P được sử dụng bởi các dịch vụ phổ biến như Napster và LimeWire. Giao thức phổ biến nhất để chia sẻ P2P là BitTorrent.

### Dịch vụ đồng bộ hóa và chia sẻ tệp
Dịch vụ đồng bộ hóa và chia sẻ tệp dựa trên đám mây thực hiện chuyển tệp tự động bằng cách cập nhật tệp từ thư mục chia sẻ chuyên dụng trên mỗi thiết bị được kết nối mạng của người dùng. Các tệp được đặt trong thư mục này cũng thường có thể truy cập thông qua trang web và ứng dụng di động và có thể dễ dàng chia sẻ với người dùng khác để xem hoặc cộng tác. Các dịch vụ như vậy đã trở nên phổ biến thông qua các dịch vụ lưu trữ tập tin theo định hướng của người tiêu dùng như Dropbox và Google Drive. Với nhu cầu tăng cao của việc chia sẻ file lớn trực tuyến một cách dễ dàng, nền tảng chia sẻ truy cập mở mới đã xuất hiện, thêm các dịch vụ nhiều hơn để kinh doanh cốt lõi của họ (lưu trữ đám mây, đồng bộ hóa đa thiết bị, cộng tác trực tuyến), chẳng hạn như ShareFile, Tresorit, WeTransfer, MeeroDrop hoặc Hightail.
rsync là một chương trình truyền thống hơn được phát hành vào năm 1996, nó đồng bộ hóa các tệp trên cơ sở trực tiếp từ máy sang máy.
Đồng bộ dữ liệu nói chung có thể sử dụng phương pháp tiếp cận khác để file share, chẳng hạn như hệ thống tập tin phân phối, điều khiển phiên bản, hoặc gương.